# Balduí V de Flandes
Balduí V de Flandes dit el Pietós o Balduí de Lille (nascut vers 1012 a Arràs - mort 1 de setembre de 1067 a Lilla) fou comte de Flandes de 1035 a 1067. Era el fill de Balduí IV de Flandes i d'Ogiva de Luxemburg († 1036). Estava casat amb Adela de França, filla del rei Robert II de França, i era doncs per tant cunyat d'Enric I de França.

## Biografia
Al segle XI el comtat de Flandes fou vassall del regne de França i per a una petita part (el marcgraviat de Valenciennes del Sacre Imperi Romanogermànic. Sota el govern del comte Balduí V, el marcgraviat d'Ename (entre l'Escalda i el Dender) va quedar lligat a aquesta regió (1056/1059). El seu territori posseïa un poder equivalent al d'un regne i els seus sobirans exerceixen una influència considerable sobre els assumptes polítics de l'Europa occidental.
Balduí va ser regent de França (1060- 1066) per al seu nebot per aliança el rei Felip I de França.
El futur Balduí V fou en principi un fill turbulent, revoltat contra el seu pare. Després del seu prestigiós matrimoni amb Adela de França, no va vacil·lar a posar-se al capdavant dels barons flamencs rebels que van expulsar a Balduí IV del comtat. Portat a la submissió després de la intervenció del duc Robert I de Normandia i la tornada del seu pare, va esdevenir a la mort d'aquest últim, un dels més poderosos vassalls del rei de França.
Va entrar primer de tot en guerra contra Thierry IV d'Holanda, que li discutia la Zelanda, que havia estat atribuïda al seu pare per l'emperador Enric II. Balduí va envair Frísia i va sortir victoriós del conflicte: la Zelanda va quedar en l'esfera d'influència del comtat de Flandre.
El 1046, el comte va prendre partit per Godofreu II de Baixa Lotaríngia el Barbut, en la lluita que ho oposa a l'emperador Enric III, que havia atribuït el ducat d'Alta Lotaríngia a Adalbert d'Alsàcia (Adalbert III de Metz). En resposta a la seva rebel·lió va perdre el marcgraviat de Valenciennes. Aliat a Thierry IV d'Holanda, es va apoderar del castell d'Ename i va reconquerir Gant mercès al noble Lambert. Amb Godofreu el Barbut es va apoderar fins i tot de Nimega, on Adalbert d'Alsàcia va trobar la mort en el transcurs d'una escaramussa. Tanmateix, Balduí es va haver de replegar enfront dels exèrcits de l'emperador. El comte de Flandes va fer la seva submissió el 1056 a Colònia.
El 1051, Riquilda d'Hainaut va quedar vídua. Seduït per la perspectiva de col·locar el comtat d'Hainaut a l'escarsella de la seva família, Balduí V va segrestar a Riquilda per destinar-la al seu fill gran. El bisbe de Cambrai, Lietbert, va fulminar l'excomunió per consanguinitat, però el papa Lleó IX atorga una dispensa i aixeca la sanció després d'alguns anys: el fill gran del comte de Flandes va esdevenir el comte Balduí I d'Hainaut, el que feia preveure la unificació dels dos comtats.
La guerra amb l'emperador es va revifar llavors, però aquesta vegada sense Godofreu. Balduí va ocupar Lieja, va destruir Thuin i va avançar fins a Huy. Enric III va replicar entrant a Flandes. Balduí va dirigir la resistència a Arques on, segons la llegenda, va fer construir en tres nits un immens fossat (que després fou el Canal de Neufossé que va des de Lieja a La Bassée. Aquest fossat fou finalment inútil, ja que Enric III, ajudat de l'antic castellà de Cambrai, Joan de Béthune, el va salvar, va destrossar el país i prengué Tournai (juny de 1054), mentre que Balduí va patir una derrota davant Anvers, defensada per Frédéric de Luxemburg (1055).
Fou la mort, l'any següent, d'Enric III el que va permetre aturar el conflicte. En el moment de la seva genuflexió a Colònia (1056) i després de les negociacions de pau a Andernach (1056 i 1059) les cessions del margraviat d'Ename (comtat d'Alost), del castell de GanT, del País de Waes i dels Quatre-Métiers, així com de les cinc illes de la Zélande, foren fetes o confirmades en benefici de Balduí V. A més, el matrimoni de Riquilda d'Hainaut i de Balduí I fou ratificat, i la ciutat de Tournai va entrar sota la seva autoritat.
El 1060, a la mort del seu cunyat Enric I de França, fou tutor del nou rei Felip I de França, i després únic regent de França quan la reina Anna de Kíev va contreure segones noces. En tant que tal, va acordar no atorgar l'ajuda de França a Guillem el Bastard o el Conqueridor, duc de Normandia, que projectava conquerir Anglaterra, però li atorga el suport dels flamencs; Guillem estava casat amb la seva filla Matilde.
Balduí havia casat el 1063 a un altre dels seus cinc fills, Robert, amb Gertruda de Saxònia, atribuint-li la part imperial del comtat de Flandes. Després de la seva mort l'1 de setembre de 1067, el més poderós dels comtes de Flandes va ser inhumat enmig del cor de la col·legial Sant Pere de Lilla, ciutat de la qual havia fet la seva capital i de la qual el més antic document escrit és una carta de dotació del comte en aquesta església, per la qual li donava una granja a Flers i els dos terços dels ingressos de l'església d'Annapes (1066).

## Ascendència
|  |                                |  |  |  |  |  |  |  |  |  |  |  |  |  |  |  |
|  | 16. Arnold I de Flandes        |  |  |  |  |  |  |  |  |  |  |  |  |  |  |  |
|  |                                |  |  |  |  |  |  |  |  |  |  |  |  |  |  |  |
|  |                                |  |  |  |  |  |  |  |  |  |  |  |  |  |  |  |
|  | 8. Balduí III de Flandes       |  |  |  |  |  |  |  |  |  |  |  |  |  |  |  |
|  |                                |  |  |  |  |  |  |  |  |  |  |  |  |  |  |  |
|  |                                |  |  |  |  |  |  |  |  |  |  |  |  |  |  |  |
|  | 17. Adela o Alix de Vermandois |  |  |  |  |  |  |  |  |  |  |  |  |  |  |  |
|  |                                |  |  |  |  |  |  |  |  |  |  |  |  |  |  |  |
|  |                                |  |  |  |  |  |  |  |  |  |  |  |  |  |  |  |
|  | 4. Arnold II de Flandes        |  |  |  |  |  |  |  |  |  |  |  |  |  |  |  |
|  |                                |  |  |  |  |  |  |  |  |  |  |  |  |  |  |  |
|  |                                |  |  |  |  |  |  |  |  |  |  |  |  |  |  |  |
|  | 18. Herman I de Saxònia        |  |  |  |  |  |  |  |  |  |  |  |  |  |  |  |
|  |                                |  |  |  |  |  |  |  |  |  |  |  |  |  |  |  |
|  |                                |  |  |  |  |  |  |  |  |  |  |  |  |  |  |  |
|  | 9. Matilde de Saxònia          |  |  |  |  |  |  |  |  |  |  |  |  |  |  |  |
|  |                                |  |  |  |  |  |  |  |  |  |  |  |  |  |  |  |
|  |                                |  |  |  |  |  |  |  |  |  |  |  |  |  |  |  |
|  | 2. Balduí IV de Flandes        |  |  |  |  |  |  |  |  |  |  |  |  |  |  |  |
|  |                                |  |  |  |  |  |  |  |  |  |  |  |  |  |  |  |
|  |                                |  |  |  |  |  |  |  |  |  |  |  |  |  |  |  |
|  | 20. Adalbert I d'Ivrea         |  |  |  |  |  |  |  |  |  |  |  |  |  |  |  |
|  |                                |  |  |  |  |  |  |  |  |  |  |  |  |  |  |  |
|  |                                |  |  |  |  |  |  |  |  |  |  |  |  |  |  |  |
|  | 10. Berenguer II d'Ivrea       |  |  |  |  |  |  |  |  |  |  |  |  |  |  |  |
|  |                                |  |  |  |  |  |  |  |  |  |  |  |  |  |  |  |
|  |                                |  |  |  |  |  |  |  |  |  |  |  |  |  |  |  |
|  | 21. Gisela de Friül            |  |  |  |  |  |  |  |  |  |  |  |  |  |  |  |
|  |                                |  |  |  |  |  |  |  |  |  |  |  |  |  |  |  |
|  |                                |  |  |  |  |  |  |  |  |  |  |  |  |  |  |  |
|  | 5. Rozala d'Itàlia             |  |  |  |  |  |  |  |  |  |  |  |  |  |  |  |
|  |                                |  |  |  |  |  |  |  |  |  |  |  |  |  |  |  |
|  |                                |  |  |  |  |  |  |  |  |  |  |  |  |  |  |  |
|  | 22. Bosó d'Arles               |  |  |  |  |  |  |  |  |  |  |  |  |  |  |  |
|  |                                |  |  |  |  |  |  |  |  |  |  |  |  |  |  |  |
|  |                                |  |  |  |  |  |  |  |  |  |  |  |  |  |  |  |
|  | 11. Wil·la d'Arle              |  |  |  |  |  |  |  |  |  |  |  |  |  |  |  |
|  |                                |  |  |  |  |  |  |  |  |  |  |  |  |  |  |  |
|  |                                |  |  |  |  |  |  |  |  |  |  |  |  |  |  |  |
|  | 23. Wil·la de Borgonya         |  |  |  |  |  |  |  |  |  |  |  |  |  |  |  |
|  |                                |  |  |  |  |  |  |  |  |  |  |  |  |  |  |  |
|  |                                |  |  |  |  |  |  |  |  |  |  |  |  |  |  |  |
|  | 1. Balduí V de Flandes         |  |  |  |  |  |  |  |  |  |  |  |  |  |  |  |
|  |                                |  |  |  |  |  |  |  |  |  |  |  |  |  |  |  |
|  |                                |  |  |  |  |  |  |  |  |  |  |  |  |  |  |  |
|  | 24. Wigeric de Bidgau ?        |  |  |  |  |  |  |  |  |  |  |  |  |  |  |  |
|  |                                |  |  |  |  |  |  |  |  |  |  |  |  |  |  |  |
|  |                                |  |  |  |  |  |  |  |  |  |  |  |  |  |  |  |
|  | 12. Sigifred de Luxemburg      |  |  |  |  |  |  |  |  |  |  |  |  |  |  |  |
|  |                                |  |  |  |  |  |  |  |  |  |  |  |  |  |  |  |
|  |                                |  |  |  |  |  |  |  |  |  |  |  |  |  |  |  |
|  | 25. Cunegunda de França ?      |  |  |  |  |  |  |  |  |  |  |  |  |  |  |  |
|  |                                |  |  |  |  |  |  |  |  |  |  |  |  |  |  |  |
|  |                                |  |  |  |  |  |  |  |  |  |  |  |  |  |  |  |
|  | 6. Frederic de Luxembourg      |  |  |  |  |  |  |  |  |  |  |  |  |  |  |  |
|  |                                |  |  |  |  |  |  |  |  |  |  |  |  |  |  |  |
|  |                                |  |  |  |  |  |  |  |  |  |  |  |  |  |  |  |
|  | 13. Hedwiga de Norgau          |  |  |  |  |  |  |  |  |  |  |  |  |  |  |  |
|  |                                |  |  |  |  |  |  |  |  |  |  |  |  |  |  |  |
|  |                                |  |  |  |  |  |  |  |  |  |  |  |  |  |  |  |
|  | 3. Ogiva de Luxembourg         |  |  |  |  |  |  |  |  |  |  |  |  |  |  |  |
|  |                                |  |  |  |  |  |  |  |  |  |  |  |  |  |  |  |
|  |                                |  |  |  |  |  |  |  |  |  |  |  |  |  |  |  |

## Matrimoni i descendència
Balduí es va casar amb Adela i va tenir tres fills: 
- Balduí VI de Flandes i I d'Hainaut, (1030 - 1070)
- Matilde (1032 - 1083),casada el 1053 amb Guillem el Conqueridor
- Robert I el Frisó, (1033 - 1093)